# Netrostoma nuda
Netrostoma nuda is een schijfkwal uit de familie Cepheidae. De kwal komt uit het geslacht Netrostoma. Netrostoma nuda werd in 2008 voor het eerst wetenschappelijk beschreven door Gershwin & Zeidler. 